# 蒂姆琴基夫卡
49°26′57″N 34°47′15″E / 49.44917°N 34.78750°E
蒂姆琴基夫卡（羅馬化：Tymchenkivka）是烏克蘭中部的村莊，隸屬波爾塔瓦州的波爾塔瓦區。該村分別距離塞雷希納0.5公里和奧胡伊夫卡1公里，面積1.414平方公里，海拔高度84米，2001年人口94。